# Il mare calmo della sera
Il mare calmo della sera è il primo album del tenore italiano Andrea Bocelli pubblicato nel 1994 dall'etichetta discografica Sugar (RTI Music/Ricordi).

## Descrizione
Oltre alla title track del disco, con la quale Bocelli ha vinto il Festival di Sanremo 1994 nella sezione "Nuove proposte", ci sono opere di Giuseppe Verdi e Giacomo Puccini, compositori tra i più amati del tenore, Miserere di Zucchero Fornaciari e Caruso di Lucio Dalla, oltre alla canzone Vivere, eseguita con Gerardina Trovato.

## Tracce
1. Il mare calmo della sera (Zucchero Fornaciari, Gian Pietro Felisatti e Gloria Nuti)
2. Ave Maria No Morro
3. Vivere (Gerardina Trovato, Angelo Anastasio e Celso Valli)
4. Rapsodia (Zucchero)
5. La Luna che non c'è (Antonella Maggio, Dario Farina)
6. Caruso (Lucio Dalla)
7. Miserere (Zucchero)
8. Panis Angelicus
9. Ah, la paterna mano
10. E lucevan le stelle
11. La fleur que tu m'avais jetée
12. L'anima ho stanca
13. Sogno

## Formazione
- Andrea Bocelli – voce
- Marco Mangelli – basso
- Celso Valli – tastiera, pianoforte
- Diego Jascalevich - charango
- Franco Ventura – chitarra
- Salvatore Corazza – batteria
- Paolo Giovenchi – chitarra
- Paolo Gianolio – chitarra, basso
- Maurizio Abeni – pianoforte
- Stefano Galante – tastiera
- Massimo Pizzale – basso
- Giovanni Imparato – percussioni
- Peppe Vessicchio – tastiera
- Luca Bignardi – tastiera, programmazione
- Massimo Varini – chitarra
- Marco Salvati – programmazione
- Adalgisa Turrisi – arpa
- Emanuela Cortesi, Paola Folli, Silvia Mezzanotte, Luca Jurman – cori

## Classifiche

### Classifiche settimanali
| Classifica (1994-1996) | Posizione massima |
| ---------------------- | ----------------- |
| Austria                | 33                |
| Belgio (Fiandre)       | 9                 |
| Belgio (Vallonia)      | 2                 |
| Francia                | 16                |
| Germania               | 40                |
| Italia                 | 8                 |
| Paesi Bassi            | 11                |

### Classifiche di fine anno
| Classifica (1994) | Posizione |
| ----------------- | --------- |
| Italia            | 43        |
| Classifica (1996) | Posizione |
| Paesi Bassi       | 35        |